# おきがるふれんず
おきがるふれんずは、日本のサンリオによるキャラクター群。
1997年に開発。メインキャラクターのおーちゃんはイヌをモチーフに擬人化。学生やOLなど比較的ハイターゲット層に人気がある。

## キャラクター
動物たちのキャラクター名はサンリオ公式ファンクラブである「ハローキティクラブ」で行われた公募により採用されたものである。各キャラクターの頭文字を合わせると「おきがるふれんず」になる。
- 犬のおーちゃん - 世渡り上手で周囲からもてはやされている[5]。
- 猫のきーちゃん - 流行には敏感だが気が小さく、夜寝ると悩みを忘れる性格。
- クマのがんちゃん - 頼りになれる兄貴分だけど、機械物が苦手の性格[5]。
- ウサギのるんちゃん - かわいいふりをしながら以外とやる、玉の輿にのることを夢を見ている性格。
- ペンギンのふれんちゃん - 表に出さない情熱は誰にも負けない性格。
- パンダのずんちゃん - 我が道を行く無法者風で好きな事は命懸けの性格。

## 出版物
『おきがるふれんず―きょうもおきがるさまでした。』
発売日：2006年10月
編集：（不明）
出版社：サンリオ
ISBN 978-4387060956

## サンリオキャラクター大賞の順位
『いちご新聞』の読者投票企画「サンリオキャラクター大賞」では第18回（2003年）の10位が歴代最高である。
2013年サンリオキャラクター大賞93位。2013年サンリオキャラクター大賞の特別企画である「これやります宣言」で、「50位以内にランクインされたならおきがるではない友だちを増やす」と宣言していたが、ランクインを逃し実現とはならなかった。
2014年を最後にサンリオキャラクター大賞にノミネートしていない。
また、いちご新聞オリジナル企画で2016年より「サブキャラコンテスト」が開催されているが、「おきがるふれんず」のサブキャラは未だノミネートしていない。
- 2015年以降出場なし。
- 2014年サンリオキャラクター大賞20位圏外[10][11][注釈 1]（いちご新聞ランキング85位[13]）。
- 2013年サンリオキャラクター大賞93位。
- 2012年サンリオキャラクター大賞76位[14]。
- 2011年サンリオキャラクター大賞64位[15]。
- 2010年サンリオキャラクター大賞20位圏外[16]。
- 2004年〜2009年サンリオキャラクター大賞10位圏外。
- 2003年サンリオキャラクター大賞10位[2]。
- 1998年〜2002年サンリオキャラクター大賞10位圏外。

## 備考
- 開発から約20年経過しているキャラクターであるが、『いちご新聞』で未だに表紙を大きく飾ったことはない[17]。
- イマジニアは10〜30歳代女性向けとして、「おきがるふれんず」がデザインされた「おきがるふれんずアロマシート」の名称の、ストレス緩和などで使用する香料付き皮膚用シートを、全国のローソンなどで販売された。また、非売品の人形のプレゼントも行われた[18][4]。
- 2003年2月から4月にかけて敷島製パンで当キャラクターのつれてってトートバッグのキャンペーンを実施[19]。ベージュのバッグには、るんちゃんのマスコット、ネイビーのバッグには、おーちゃんのマスコットとなる。
- エクサムが発売するキッズ向けトレーディングカードアーケードゲームであるハローキティとまほうのエプロン 〜サンリオキャラクター大集合!〜の第5弾『〜みんなびっくり!仮装パーティー!〜』に登場するキャラクターのひとつとしておきがるふれんずが起用された[20]。